# 亚里·曼蒂拉
亚里·曼蒂拉（芬蘭語：Jari Mantila，1971年7月14日—），芬兰男子北欧两项运动员。他曾代表芬兰参加1992年、1994年、1998年和2002年冬季奥林匹克运动会北欧两项比赛，共获得一枚金牌和一枚银牌。